# Леонид Собинов (теплоход)
«Леонид Собинов» — пассажирский океанский паротурбоход, тип Saxonia.
Серия из 4 судов строилась в 1953—1957 годах на судоверфи фирмы «John Brown & Co» (Великобритания, г. Клайдбенк).
В 1973 году два судна данной серии приняты в эксплуатацию ММФ СССР по бербоут-чартеру (зафрахтованы без команды),
позднее выкуплены:
«Леонид Собинов» (экс Carmania, экс Saxonia) — ЧМП, п. п. Одесса.
«Федор Шаляпин» (экс Franconia, экс Ivernia) — ДВМП, п. п. Владивосток, в 1980 году переведен в ЧМП, п. п. Одесса.
Тип судна: паротурбоход, грузопассажирское рефрижераторное. В 1971 году 3-е судно серии перестроено в пассажирское круизное.
Конструктивный тип: шестипалубное, двухвинтовое, с МО, смещенным в корму, с наклонным носом и крейсерской кормой.
Назначение: перевозка пассажиров и сопутствующих грузов.
Район плавания: неограниченный.
Дальность плавания: 5200 миль
Экипаж и обслуживающий персонал: 429 чел. (запасных мест — 35)
Пассажировместимость: 800 чел.
Валовая вместимость: 21370,18 т
Дедвейт: 8834 т
Длина: 185,39 м
Ширина: 24,48 м
Высота борта: 11,35 м
Осадка: 7,49/8,56 м
Тип ГД: 2 турбогенератора с двухкорпусными паровыми турбинами типа «Паметрада» (Англия)
Мощность ГД: 2 х 10750 л.с.
Скорость: 18,0 уз.
Построен в Великобритании для компании «Кьюнард Лайн». Спущен на воду в 1954 году. Первоначально назывался Saxonia, в 1962 году судно было переименовано в Carmania.
Использовался на трансокеанской линии из Ливерпуля в Монреаль. В 1973 году продан в Советский Союз и назван в честь известного оперного певца. Принадлежал Черноморскому морскому пароходству. «Леонид Собинов» совершал круизные рейсы в Чёрном и Средиземном морях, а также в Атлантическом океане. 
Периодически судно выполняло правительственные задания, совершая специальные рейсы на Кубу, транспортируя оттуда кубинских военнослужащих в Анголу.
Летом-осенью 1990 года на лайнере «Леонид Собинов» по инициативе общества «Личность» проходила культурная миссия «Истоки» по Средиземному морю, где присутствовали многие известные учёные, философы, артисты, политики, представители казачества, духовенства и пр.
В 1990 году судно зарегистрировали на Мальте, и оно продолжало круизные плавания по Черному, Эгейскому, Средиземному и Адриатическому морям под руководством частных компаний.
Турбоход «Леонид Собинов» поставили на прикол в СРЗ порта Ильичевск в 1995 году. В 1999 году судно было отправлено в индийский порт Аланг для разрезки на металл.

## Однотипные суда
«Фёдор Шаляпин»